# یواس‌ای جان آدامز (اس‌اس‌بی‌ان-۶۲۰)
یواس‌ای جان آدامز (اس‌اس‌بی‌ان-۶۲۰) (به انگلیسی: USS John Adams (SSBN-620)) یک زیردریایی بود که طول آن ۴۲۵ فوت (۱۳۰ متر) بود. این زیردریایی در سال ۱۹۶۳ ساخته‌شد.